# Portal de la baixada de Sant Roc
El Portal de la baixada de Sant Roc és una obra del municipi de Sanaüja (Segarra) inclosa en l'Inventari del Patrimoni Arquitectònic de Catalunya.

## Descripció
Es tracta d'un antic portal d'accés al nucli urbà, realitzat entre finals del segle xviii i principis del segle xix, el qual en substituí un de més primitiu d'època medieval.
Està construït en el mateix pla vertical dels murs de l'edifici que l'envolta, realitzat amb un arc escarser adovellat, on a la clau apareix esculpit un escut que simbolitza les armes dels Sanaüja, donant pas a un pas cobert on antigament hi havia una capella dedicada a Sant Roc. En un dels muntants de l'arc hi trobem incisa la data 1893.